# Doliniany (obwód lwowski)
Doliniany (ukr. Долиняни, Dołyniany) – wieś na Ukrainie w rejonie lwowskim (wcześniej w rejonie gródeckim) obwodu lwowskiego. Wieś liczy 590 mieszkańców.

## Historia
Miejscowość wzmiankowano w 1443 jako Dolinyani, a nazwa ta znaczy tyle co mieszkańcy doliny. W XIX wieku właścicielem wsi był Seweryn Doliniański, z którym znał się Oskar Kolberg. Znajomość pozwalała Kolbergowi prowadzić badania w okolicy Dolinian.
W 1900 roku miejscowość zamieszkała była w ok. 70% przez polskojęzycznych rzymskich katolików.
W II Rzeczypospolitej do 1934 samodzielna gmina jednostkowa. Następnie należała do zbiorowej wiejskiej gminy Rodatycze w powiecie gródeckim w woj. lwowskim. Po wojnie wieś weszła w struktury administracyjne Związku Radzieckiego.
W II Rzeczypospolitej miejscowość była siedzibą gminy wiejskiej Domażyr w powiecie gródeckim województwa lwowskiego. W roku 1921 wieś liczyła 511 osób zamieszkałych w 81 budynkach mieszkalnych. W 2001 posiadała 711 mieszkańców.
W latach 1944–1945 nacjonaliści ukraińscy z OUN-UPA zamordowali tutaj 10 Polaków.